# Casa Vasari (Arezzo)
La Casa Vasari è un edificio di Arezzo situato in via XX Settembre 55. Fu la residenza di famiglia del pittore, architetto e storico dell'arte Giorgio Vasari e conserva pregevoli sale affrescate.
Dal dicembre 2014 il Ministero per i beni e le attività culturali lo gestisce tramite il Polo museale della Toscana, nel dicembre 2019 divenuto Direzione regionale Musei.

## Storia

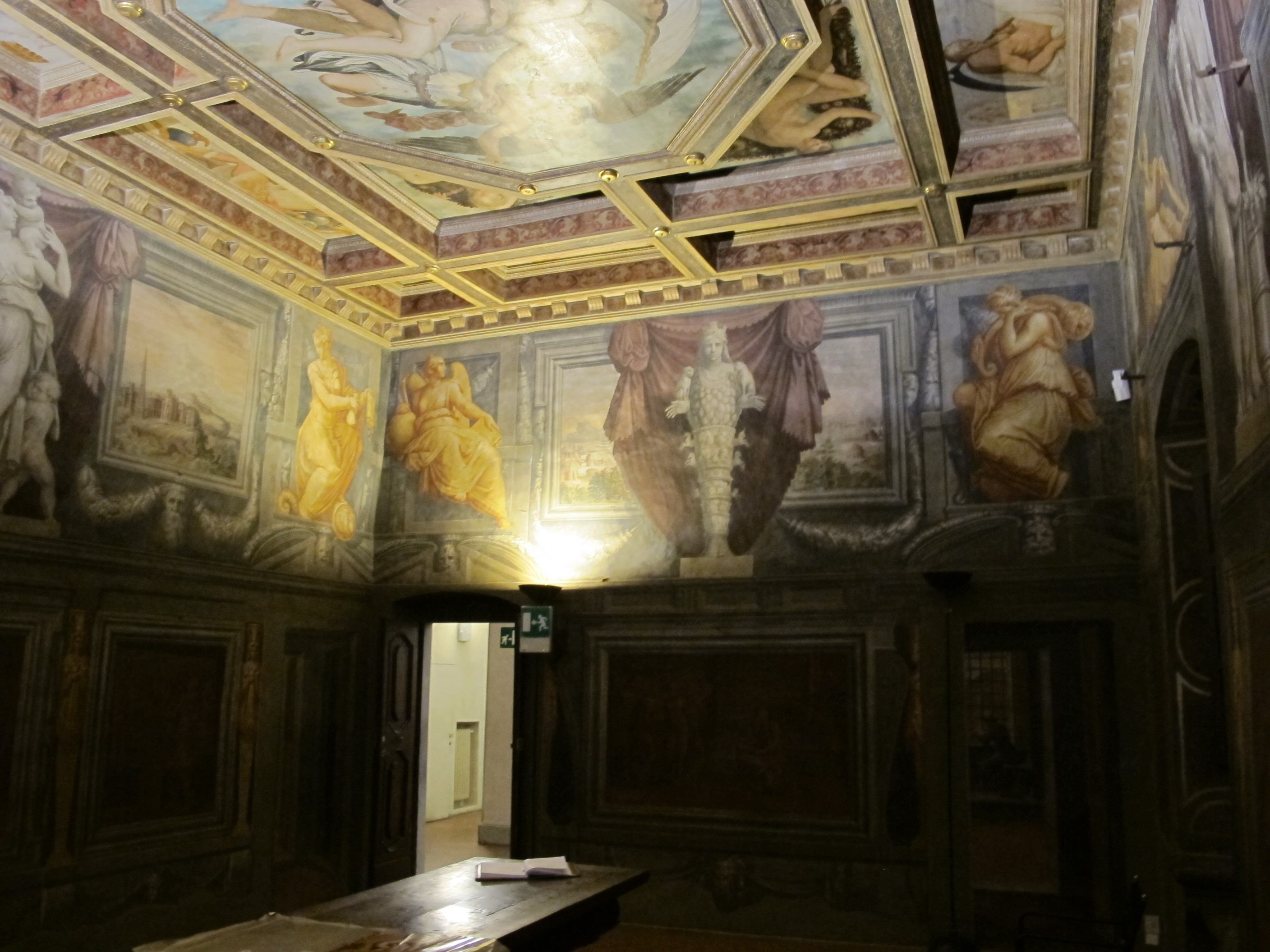
Il Salone

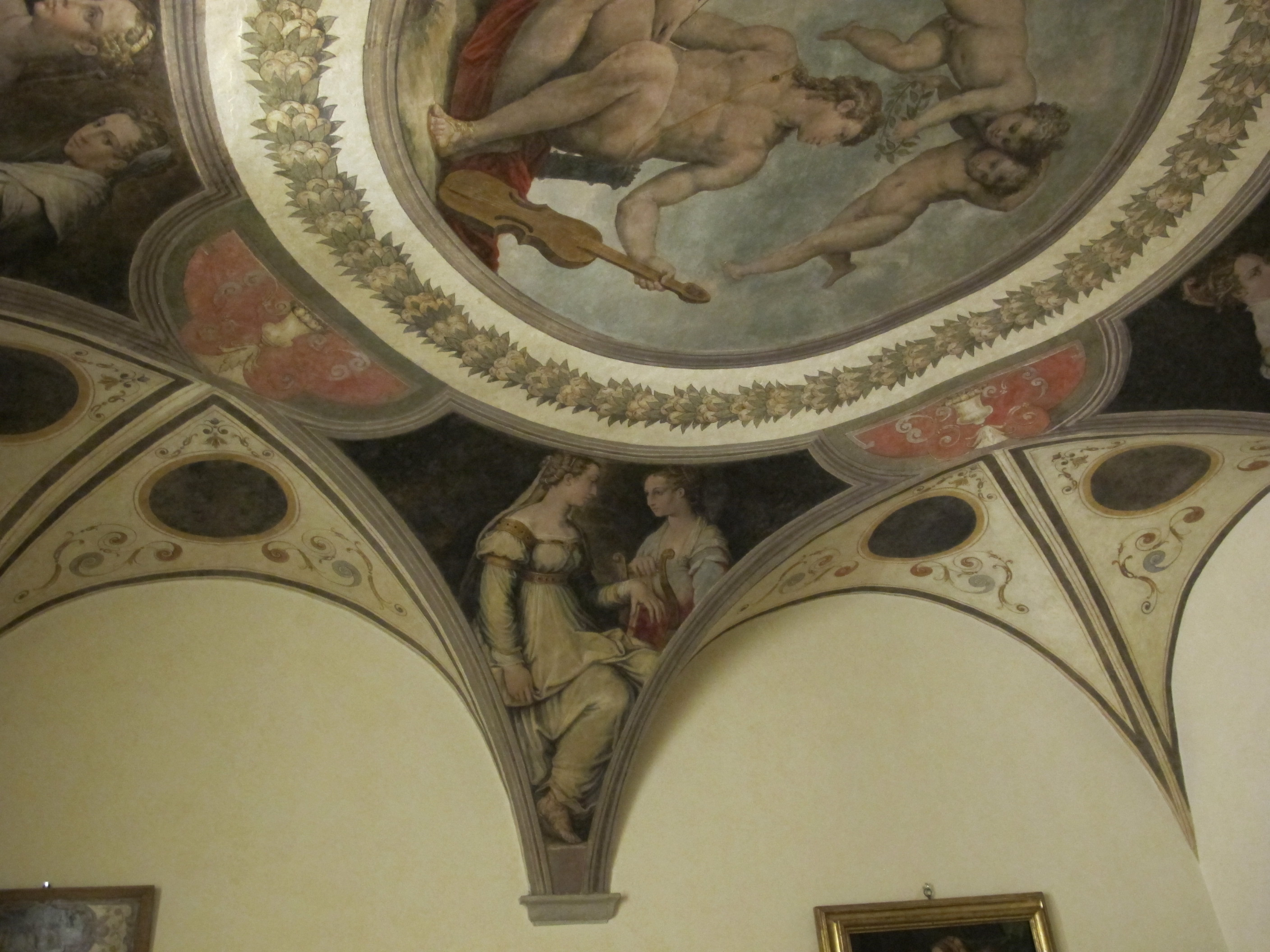
Sala delle Muse

L'artista acquistò il terreno con la casa in costruzione nel 1541 e iniziò la sua decorazione nel 1542. Nel 1550 sposò Niccolosa Bacci e vi si trasferì con la moglie. Impegnatissimo tra Firenze, Roma e i suoi viaggi, l'artista vi visse per brevi periodi, intervenendo però direttamente sia nei lavori di completamento, che di decorazione, compreso il disperso nucleo di arredi. Aveva progettato anche una facciata, che non venne mai realizzata. Con varie interruzioni e grazie all'aiuto di suoi allievi, il progetto decorativo degli affreschi fu terminato nel 1568. 
Esempio fra i meglio conservati nella regione di casa d'artista e dimora di gusto manierista, fu proprietà degli eredi del Vasari fino alla loro estinzione nel 1687, quando passò alla Fraternita dei Laici. In seguito, fu venduta a famiglie private, prima i Brozzi e poi nel 1871 passò ai Paglicci che la mantennero fino al 1911, quando venne acquistata dallo Stato italiano, per farne un museo aperto al pubblico. Inizialmente il museo fu allestito con arredi in stile e alcune opere appartenenti al comune di Arezzo e alla Fraternita dei Laici. Negli anni Cinquanta furono rimossi gli arredi e fu allestita una quadreria, con circa sessanta dipinti arrivati da depositi delle Gallerie Fiorentine, eseguiti da collaboratori del Vasari o suoi contemporanei, in particolare gli artisti definiti "i pittori dello studiolo", con l'intento di dedicare il museo al periodo del Manierismo. 
Nel 2011, con la ricorrenza del cinquecentenario dalla nascita di Vasari, nella dimora sono stati fatti lavori di ammodernamento per l'accoglienza dei visitatori del museo e la quadreria è stata allestita secondo nuovi criteri. 
È sede anche dell'Archivio Vasariano. 

## Descrizione

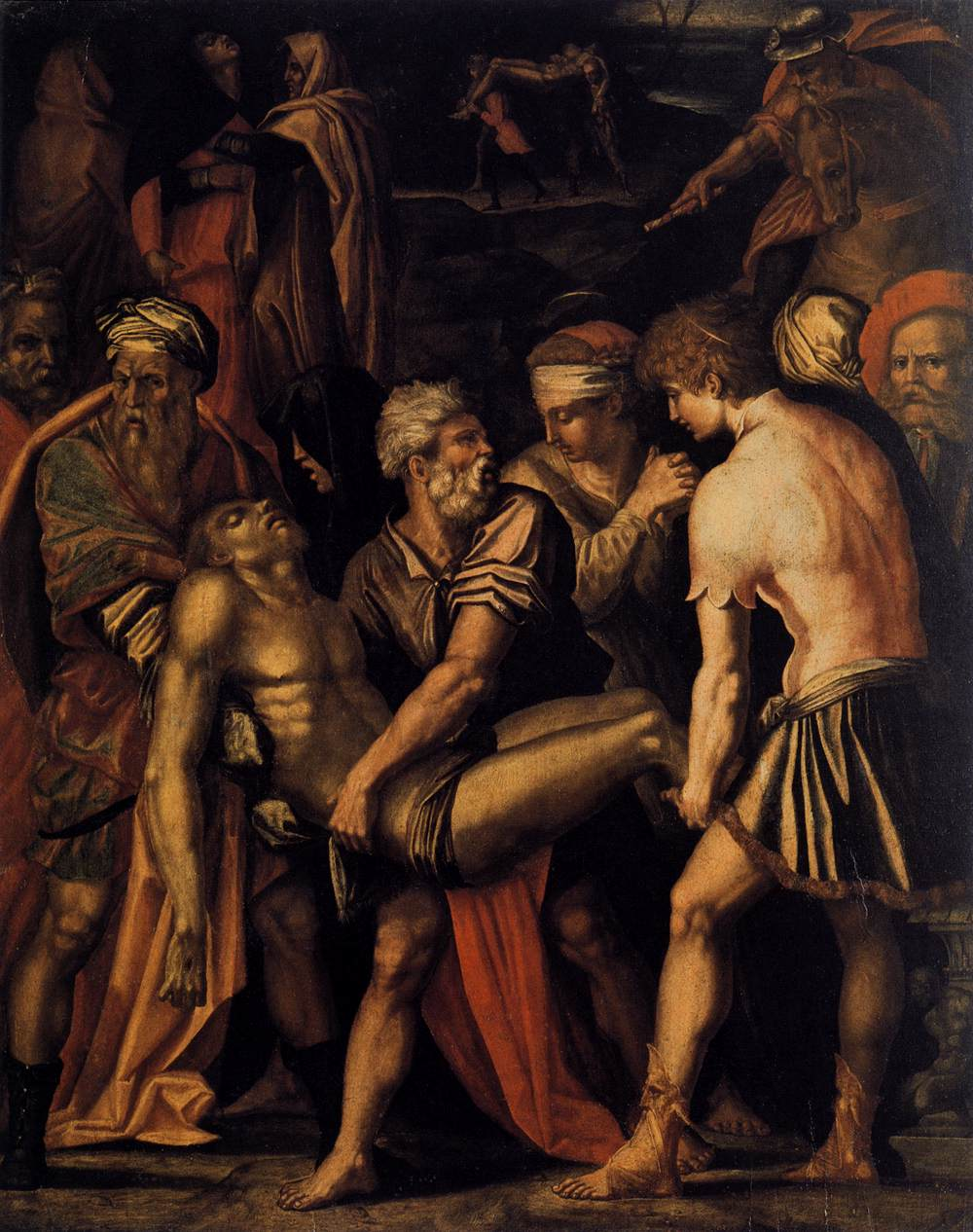
Giorgio Vasari, Deposizione, Casa Vasari

Si raggiunge il piano nobile tramite una scalinata sormontata dal Busto di Giorgio Vasari di ignoto toscano cinque-seicentesco. La prima sala che si incontra è quella del Camino, affrescata da Vasari nel 1548 con la Cacciata dell'Invidia e della Fortuna da parte della Virtù nel soffitto e alle pareti figure allegoriche, paesaggi e storie dei pittori dell'antichità.  A destra si trova la cappellina, con una Madonna di Fra Paolino e un raro pavimento in maiolica originale del XVI secolo.
Il corridoio di Cerere, o dei Draghi, mostra alcuni dipinti del tardo manierismo, tra cui una Circoncisione attribuita a Mirabello Cavalori e la Morte di Adone di Jacopo Zucchi. A sinistra la Camera Nuziale col soffitto decorato da un affresco del Vasari di Abramo tra le figure allegoriche della Pace, la Concordia, la Virtù e la Modestia. Tra i dipinti l'Elemosina di san Nicola di Giovanni Stradano, il Cristo portato al sepolcro del giovane Vasari e, dello stesso, un Giuda. Dal corridoio si accede anche all'ex-cucina, affrescata da Raimondo Zaballi nel 1827 e decorata da ritratti soprattutto toscani del XVI secolo. La Camera di Apollo fu affrescata dal padrone di casa con Apollo e le nove Muse e l'Allegoria dell'Amore coniugale, dove si trova il ritratto della moglie, Nicolosa Bacci. Tra i dipinti qui esposti il San Francesco di Alessandro Allori, il contenitore per specchio con la Prudenza, attribuita allo stesso, la Casa del Sole del Poppi, il San Girolamo e la Fortuna di Jacopo Ligozzi.
Nella Camera della Fama Vasari dipinse sul soffitto la Fama e sui peducci e le lunette (assai ridipinti) le quattro Arti, il suo autoritratto e i ritratti degli artisti aretini o del territorio di Arezzo: Lazzaro Vasari, Luca Signorelli, Spinello Aretino, Bartolomeo della Gatta, Michelangelo e Andrea del Sarto. La Crocifissione è di Giovanni Stradano (1581), la terracotta policroma invetriata con Galba di Andrea Sansovino, la tavola della Carità di Carlo Portelli. Un piccolo ambiente attiguo contiene il modellino ligneo della Loggia del Vasari, realizzata proprio ad Arezzo, la Madonna col Bambino, sant'Elisabetta e san Giovannino di Santi di Tito e tre scomparti di predella di Maso da San Friano.

### Il giardino
Probabilmente impiantato fin dalla costruzione dell'abitazione, il giardino sopraelevato rispetto al livello stradale venne principalmente usato come orto, come ricorda lo stesso Vasari in una nota legata all'acquisto del terreno ("da fare orti bellissimi"). La costruzione di una limonaia dimostra la presenza di un giardino all'italiana fin dall'antico, oggi ripreso con la costruzione di aiuole geometriche che risale, grossomodo, alla sistemazione dei primi del Novecento, restaurata nel 1975-1981. Recentemente sono state aggiunte alcune essenze medicinali creando un "orto dei semplici".
Al centro delle aiuole più grandi si trova un'antica vasca in pietra.

## L'Archivio vasariano

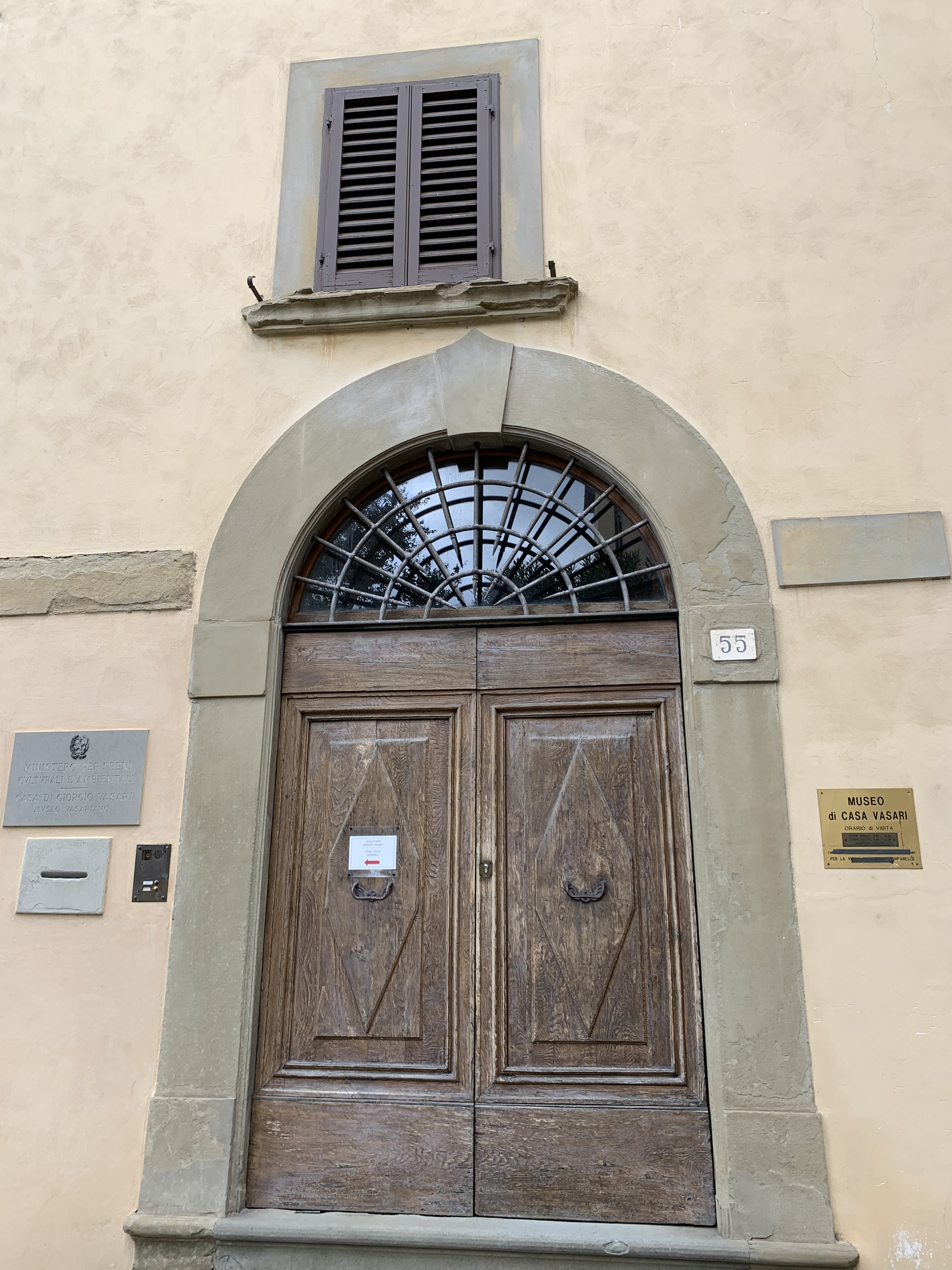
La porta d'ingresso

L'Archivio vasariano è una delle fonti più preziose per lo studio della Storia dell'Arte del XVI secolo e, più in generale, rappresenta – sul piano storico, letterario, culturale – uno “spaccato” sul Cinquecento e sul Rinascimento di enorme valore: uno dei più importanti (se non il più importante) nuclei documentari di carattere privato esistenti.
L'Archivio di Giorgio Vasari, con i libri dei contratti e le carte relative all'amministrazione delle sue proprietà, con i suoi appunti di lavoro, i suoi ricordi e la corrispondenza con i tanti personaggi illustri dell'epoca è un grande patrimonio di scritti autografi cinquecenteschi, meritevole di essere portato alla conoscenza di tutti come “patrimonio dell'Umanità”.
Tale raccolta, tuttavia assume valore inestimabile grazie alle 17 lettere autografe di Michelangelo Buonarroti indirizzate al «caro amico Giorgio Vasari» e corredate da tre sonetti, anch'essi autografi e da tre disegni originali dello stesso sommo Artista.
L'Archivio vasariano è stato di proprietà della famiglia Festari dal 1985, anno in cui fu ereditato dai precedenti proprietari i fiorentini Rasponi-Spinelli, che nel 1921 lo avevano concesso in deposito perpetuo al comune di Arezzo, affinché lo conservasse e lo valorizzasse. A partire dagli anni 1980, l'archivio è stato al centro di vicende giudiziarie che hanno contrapposto il comune di Arezzo, come depositario, e la famiglia divenuta proprietaria. Dal 2017 è di proprietà dello Stato italiano a seguito di esproprio.